# Ophichthus altipennis
Ophichthus altipennis е вид змиорка от семейство Ophichthidae. Видът не е застрашен от изчезване.

## Разпространение и местообитание
Разпространен е в Австралия (Куинсланд и Северна територия), Индонезия (Сулавеси), Малайзия, Маршалови острови, Папуа Нова Гвинея, Филипини, Френска Полинезия (Дружествени острови) и Япония.
Обитава крайбрежията и пясъчните дъна на океани и морета в райони с тропически климат. Среща се на дълбочина от 2 до 20 m.

## Описание
На дължина достигат до 1,2 m.